# Gare de Cuinchy
Gare de Cuinchy vasútállomás Franciaországban, Cuinchy településen.

## Vasútvonalak
Az állomást az alábbi vasútvonalak érintik:
- Fives-Abbeville-vasútvonal

## Kapcsolódó állomások
A vasútállomáshoz az alábbi állomások vannak a legközelebb:
- Gare de La Bassée - Violaines
- Gare de Beuvry